# Zorzines broui
Zorzines broui är en fjärilsart som beskrevs av Frederick H. Rindge. Zorzines broui ingår i släktet Zorzines och familjen nattflyn. Inga underarter finns listade i Catalogue of Life.